# Anne Archibald
Anne M. Archibald es una astrónoma canadiense conocida por sus observaciones de púlsares y como una de las desarrolladoras de SciPy, una biblioteca de programación científica para el lenguaje de programación Python. Es profesora en astronomía en la Universidad de Newcastle upon Tyne en el Reino Unido.

## Trayectoria
Archibald realizó sus estudios universitarios en matemáticas en la Universidad de Waterloo, incluidas pasantías relacionadas con análisis de imágenes de datos de radar. Después de hacer un máster en matemáticas puras en la Universidad McGill, se convirtió en estudiante de doctorado de la astrofísica Victoria Kaspi en McGill, y ganó el Premio de Tesis Doctoral Cecilia Payne-Gaposchkin en Astrofísica de la Sociedad Estadounidense de Física y la Medalla J S Plaskett. de la Sociedad Astronómica Canadiense por su tesis doctoral de 2013, The End of Accretion: The X-ray Binary / Millisecond Pulsar Transition Object PSR J1023 + 0038.
Después de la investigación posdoctoral realizada en ASTRON y más tarde en el Anton Pannekoek Instituto de Astronomía, ambos en los Países Bajos y apoyados por "Veni Fellowship" del Organización de investigación Científica de los Países Bajos, se convirtió en una conferenciante sénior en Newcastle Universidad en 2019.